# Beilicat de Çubukoğulları
El beilicat de Çubukoğulları fou un efímer beilicat turcman d'Anatòlia que va existir entre 1085 i 1112.
Çubuk era un comandant de l'exèrcit seljúcida que després de la batalla de Mantziciert el 1071 va lluitar a Anatòlia oriental i va conquerir la fortalesa de Kharpert (prop de la moderna ciutat d'Elazığ, que llavors no existia). Una vegada capturat el castell el 1085 va continuar dominant territoris a la regió dominant un territori que incloïa Palu, Çemişgezek i Eğin (moderna Kemaliye) sota sobirania del sultà seljúcida.
Vers 1092 fou succeït pel seu fill Mehmet. A la mort d'aquest el 1112 o 1113 els ortúquides se'n van apoderar.